# Бастау (Акмолинская область)
Баста́у (каз. Бастау, до 2016 г. — Новоалександровка) — село в Атбасарском районе Акмолинской области Казахстана. Административный центр и единственный населённый пункт сельского округа Бастау. Код КАТО — 113845100.

## География
Село расположено на берегу реки Ишим, в северо-восточной части района, на расстоянии примерно 33 километров (по прямой) к востоку от административного центра района — города Атбасар.
Абсолютная высота — 281 метров над уровнем моря.
Климат холодно-умеренный, с условно хорошей влажностью. Среднегодовая температура воздуха положительная и составляет около +3,7°С. Среднемесячная температура воздуха в июле достигает +19,9°С. Среднемесячная температура января составляет около -14,5°С. Среднегодовое количество осадков составляет около 405 мм. Основная часть осадков выпадает в период с июня по июль.
Ближайшие населённые пункты: станция Адыр — на северо-востоке, село Поповка — на юго-западе.

## Население
В 1989 году население села составляло 1930 человек (из них русские — 40 %, казахи — 24 %, немцы — 21 %).
В 1999 году население села составляло 1674 человека (813 мужчин и 861 женщина). По данным переписи 2009 года, в селе проживало 1488 человек (746 мужчин и 742 женщины).
| Численность населения | Численность населения | Численность населения |
| 1989                  | 1999                  | 2009                  |
| --------------------- | --------------------- | --------------------- |
| 1930                  | ↘1674                 | ↘1488                 |

## Улицы
- ул. Байгара,
- ул. Бирлик,
- ул. Достар,
- ул. Мадениет,
- ул. Сибигата Боранбаева,
- ул. Целинная.